# Cubanopyllus inconspicuus
Cubanopyllus inconspicuus là một loài nhện duy nhất trong chi Arachnura thuộc họ Gnaphosidae.